# Botschaft Montenegros in Berlin

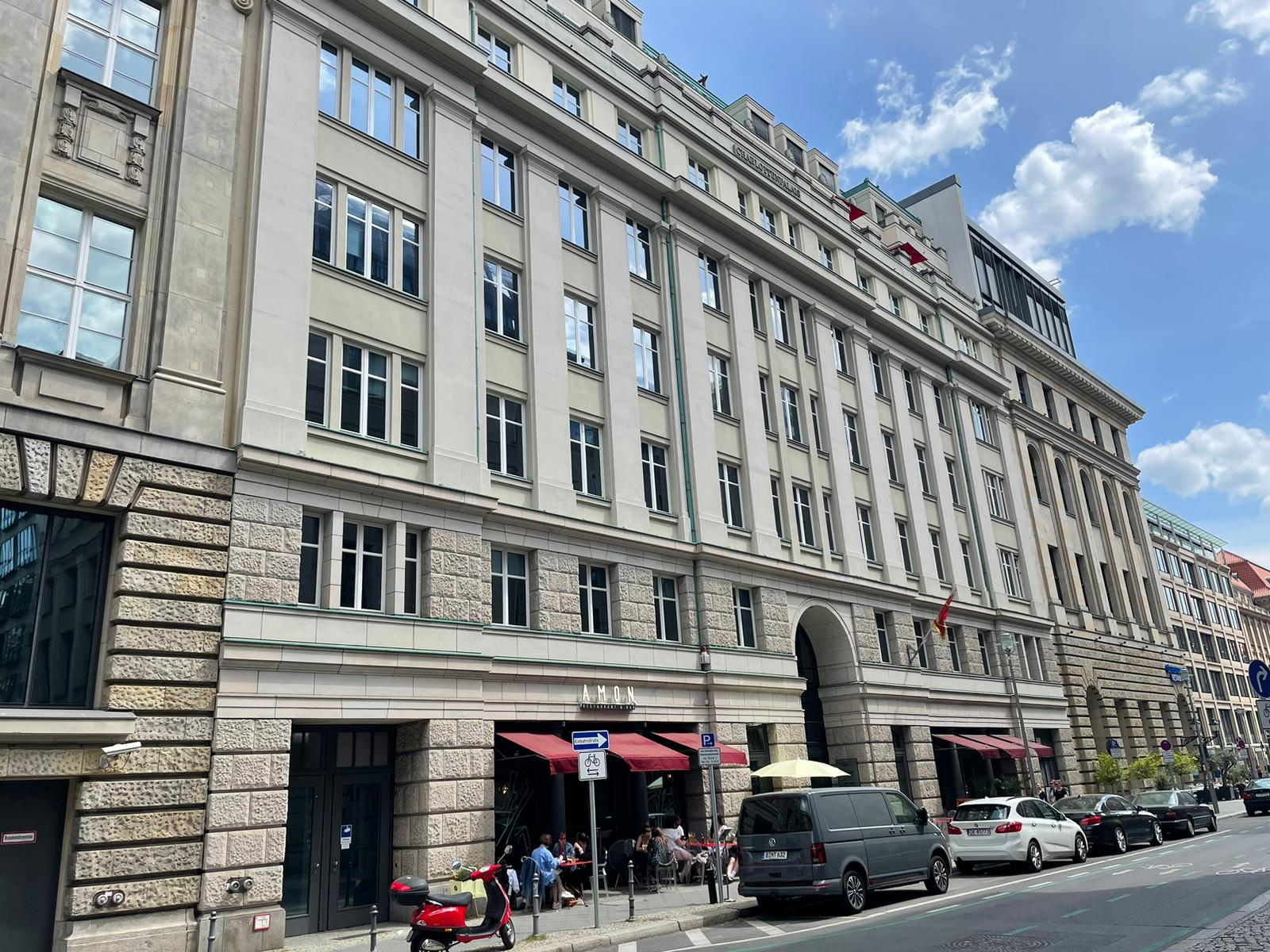
Botschaftsgebäude Charlottenstraße 35/36

Die Botschaft Montenegros in Berlin ist die diplomatische Vertretung des Landes in Deutschland. Sie hat ihren Sitz in der Charlottenstraße 35/36 im Ortsteil Mitte des gleichnamigen Bezirks.
Botschafterin ist seit dem 8. Februar 2019 Vera Kuliš. Zurzeit (Stand: 2023) ist Zdravko Jovović als Geschäftsträger a. i. Leiter der Botschaft.
Montenegro unterhält ein Generalkonsulat in Frankfurt am Main und Honorarkonsulate in Hamburg und Stuttgart.

## Geschichte der diplomatischen Beziehungen
Am 14. Juni 2006 nahmen Montenegro und die Bundesrepublik Deutschland diplomatische Beziehungen auf. Die Botschaft hatte ihren Sitz zunächst in der Dessauer Straße 28/29 im Ortsteil Kreuzberg des Bezirks Friedrichshain-Kreuzberg in Berlin. Jetzt (Stand: 2023) befindet sie sich in der Charlottenstraße 35/36 in Berlin-Mitte.

## Botschafter
- 2012, 24. August:  Vera Kuliš[6]
- 2016, 2. März: Ranko Vujačić[7]
- 2019, 8. Februar: Vera Kuliš[8]

## Gebäude
Die Botschaft befindet sich im Charlottenpalais, einem  Büro- und Geschäftsgebäude in der Charlottenstraße 35/36 in Berlin, das 1997–98 nach Entwürfen des Architekturbüros Patzschke & Partner errichtet wurde.